# David Frost (tv-vært)
 Ikke at forveksle med David Frost (diplomat).
Sir David Paradine Frost, OBE (født 7. april 1939, død 31. august 2013), var en engelsk forfatter, journalist og tv-vært/kommentator kendt for sine politiske satirer på tv og for en række seriøse interviews af betydende politikere.
Det formentligt mest spektakulære interview, som Frost huskes for, var med den tidligere amerikanske præsident Richard Nixon efter dennes fratræden fra sit embede i 1970'erne.
Siden 2009 var Frost vært en gang ugentlig med programmet Frost Over The World på den engelsk-sprogede del af nyhedskanalen Al Jazeera, som er hjemmehørende i Doha, Qatar.